# 1379 Ломоносова
1379 Ломоносова (1379 Lomonosowa) — астероїд головного поясу, відкритий 19 березня 1936 року.
Тіссеранів параметр щодо Юпітера — 3,398.